# Ohrobec
Ohrobec település Csehországban, Nyugat-prágai járásban. Ohrobec Zvole, Dolní Břežany és Libeř településekkel határos. Lakosainak száma 1535 fő (2024. január 1.).

## Népesség
A település lakosságának változását az alábbi diagram mutatja:
| Lakosok száma | 192  | 204  | 221  | 320  | 277  | 597  | 1258 | 1366 | 1431 | 1535 |
|               | 1869 | 1890 | 1921 | 1950 | 1980 | 2001 | 2017 | 2019 | 2022 | 2024 |